# Geraldia norrisi
Geraldia norrisi är en tvåvingeart som beskrevs av Barraclough 1992. Geraldia norrisi ingår i släktet Geraldia och familjen parasitflugor. Inga underarter finns listade i Catalogue of Life.